# David Lindley
Pour les articles homonymes, voir Lindley.
David Lindley est un guitariste américain de rock et de country, né le 21 mars 1944 à San Marino (Californie) et mort le 3 mars 2023 à Pomona.

## Biographie
Après avoir passé la fin des années 1960 au sein du groupe psychédélique Kaleidoscope, David Lindley rejoint en 1973 le groupe de Jackson Browne, alors au sommet de sa notoriété. Lindley fonde ensuite son propre groupe de rock, El Rayo X, et donne aussi des spectacles plus intimistes, en jouant d'une grande variété d'instruments. Il est souvent caractérisé par une virtuosité remarquable, avec des guitares hawaïennes, weissenborn, bouzouki, ou mandolines amplifiées. Une partie de sa séduction tient aussi à sa personnalité et à sa voix aiguë, à l'éclectisme de ses spectacles, à ses imitations comiques de James Stewart, et à ses vêtements : une combinaison étonnante de vêtements en polyester.
David Lindley a joué ou joue régulièrement en concert avec Ry Cooder, Warren Zevon, Jackson Browne, Wally Ingram (ex-membre du groupe Timbuk 3) et avec le percussionniste jordanien Hani Naser.

## Discographie

### Albums solo
- 1981 : El Rayo X (Electra/Asylum) avec Jackson Browne, Jorge Calderon, Bill Payne…
- 1982 : Win this record (Electra/Asylum)
- 1985 : Mr Dave (Warner) avec Jorge Calderon, Bill Payne…
- 1988 : Very greasy (Electra) avec Jorge Calderon…
- 1991 : A World Out of Time (Shanachie Records) 3 vol. avec Henry Kaiser à Madagascar
- 1994 : Playing real good official bootleg live in Tokyo with Hani Naser
- 1994 : The Sweet Sunny North (Shanachie Records) 2 vol. avec Henry Kaiser en Norvège
- 1995 : Live at the Vienna Opera House (autoproduit) the Family Tour 06/07/95 avec Ry Cooder
- 1995 : Song of Sacajawea (Rabbit Ears)
- 1995 : Playing even better official bootleg 2 live all over the Place avec Hani Naser
- 2000-2004 : Twango Bango 4 vol. avec Wally Ingram dont un live en Europe
- 2008 : Big Twang

### Participations
- 1976 The Pretender de Jackson Browne
- 1977 Running on Empty de Jackson Browne
- 1979 Bop till You Drop de Ry Cooder
- 1980 Hold Out de Jackson Browne
- 1985 : musique de Ry Cooder du film Alamo Bay de Louis Malle (Slash Records) avec John Hiatt, Amy Madigan, David Hidalgo et Cesar Rosas, Van Dyke Parks, Jim Dickinson, Jim Keltner, Kazu Matsui, Jorge Calderon…
- 1987 : Trio (Warner) collaboration entre Dolly Parton, Linda Ronstadt et Emmylou Harris, avec Ry Cooder, Albert Lee, Bill Payne
- 1989 : The Man with the Blue Post Modern Fragmented Neotradionalist Guitar de Peter Case (Geffen) avec David Hidalgo, Ry Cooder, Jim Keltner, T-Bone Burnett.
- 1990 : Brick by Brick de Iggy Pop
- 1991 : musique de Jack Nitzsche du film The Indian Runner de Sean Penn
- 1992 : musique de Ry Cooder du film Les Pilleurs de Walter Hill (Sire Records) (Trespass) avec Jim Keltner, Jon Hassell, Nathan East, Van Dyke Parks, Jr. Brown
- 1992 : The Pahinui Bros (Panini Records) avec Ry Cooder, Jim Keltner,Van Dyke Parks…
- 1994 : Wheels of the Sun de Kazu Matsui (Hermans records) avec Hani Naser
- 1996 : Looking East de Jackson Browne (Elektra) avec Ry Cooder, Bonnie Raitt…
- 1999 : Trio 2 (Asylum) avec Jim Keltner
- 2001 : The Blind Boys of Alabama (Real World) avec John Hammond
- 2005 : Fire in the Feeling de Terry Evans (Crosscut Records)

### Chansons principales
- Mercury Blues
- Pay Bo Diddley

## Derniers concerts en pays francophone
- le 22 février 2000 à l'Ancienne Belgique à Bruxelles